# Harlow Rothert
Harlow Rothert (Harlow Phelps Rothert; * 1. April 1908 in Carthage, Missouri; † 13. August 1997 in Menlo Park) war ein US-amerikanischer Kugelstoßer.
Von 1928 bis 1930 gewann er, für die Stanford University startend, dreimal in Folge die NCAA-Meisterschaft.
Bei den Olympischen Spielen 1928 in Amsterdam wurde er Siebter. Vier Jahre später gewann er bei den Spielen in Los Angeles mit 15,675 m die Silbermedaille hinter seinem Landsmann Leo Sexton (16,005 m) und vor František Douda aus der Tschechoslowakei (15,61 m).
Seine persönliche Bestleistung von 15,88 m stellte er am 30. Mai 1930 in Cambridge auf.